# Демьяновка (Советский район)
Демья́новка (до 1948 года Азизко́й; укр.  Дем'янівка, крымскотат. Azizköy, Азизкой) — село в Советском районе Республики Крым, входит в состав Чернозёмненского сельского поселения (согласно административно-территориальному делению Украины — Чернозёмненского сельского совета Автономной Республики Крым).

## Население
| 2001 | 2014 |
| ---- | ---- |
| 223  | ↘116 |

Всеукраинская перепись 2001 года показала следующее распределение по носителям языка
| Язык             | Процент |
| ---------------- | ------- |
| русский          | 66.37   |
| крымскотатарский | 26.91   |
| украинский       | 4.04    |
| другие           | 0.9     |

### Динамика численности
| - 1915 год — 18/13 чел. - 1926 год — 56 чел. - 1939 год — 65 чел. - 1989 год — 177 чел. | - 2001 год — 223 чел. - 2009 год — 184 чел. - 2014 год — 116 чел. |

## Современное состояние
На 2017 год в Демьяновке числится 3 улицы — Ароматная, Заводская и Розовая; на 2009 год, по данным сельсовета, село занимало площадь 32,3 гектара на которой, в 67 дворах, проживало 184 человека. В селе действует фельдшерско-акушерский пункт, Демьяновка связана автобусным сообщением с райцентром и соседними населёнными пунктами.

## География
Демьяновка — село на северо-западе района, в степном Крыму на левом берегу реки Биюк-Карасу в нижнем течении, у границы с Нижнегорским районом, высота центра села над уровнем моря — 26 м. Ближайшие сёла — Уваровка в 2 км на север, пгт Нижнегорский в 3 км на северо-восток и Желябовка в 2 км на юг — все Нижнегорского района и Чернозёмное в 3 км на юго-восток. Райцентр Советский — примерно в 21 километре (по шоссе) на юго-восток, ближайшая железнодорожная станция — Нижнегорская (на линии Джанкой — Феодосия) — около 8 километров. Транспортное сообщение осуществляется по региональным автодорогам 35Н-574 от шоссе граница с Украиной — Джанкой — Феодосия — Керчь до Чернозёмного — Демьяновки и 35Н-370 Уваровка — Демьяновка (по украинской классификации — С-0-11416 и С-0-10914).

## История
Впервые в доступных источниках поселение встречается в Статистическом справочнике Таврической губернии 1915 года, согласно которому в селе Азиской-Бурнаш Андреевской волости Феодосийского уезда числилось 6 дворов (2 двора с землёй, 4 — безземельные) с татарским населением в количестве 18 человек приписных жителей и 13 — «посторонних», из которых 14 мужчин и 17 женщин. Жители владели 505 десятинами удобной земли. В хозяйствах имелось 8 лошадей, 11 коров и 198 голов мелкого скота. Обозначен и, как просто Азиской, на километровой карте Генштаба Красной армии 1941 года, в которой за картооснову, в основном, были взяты топографические карты Крыма масштаба 1:84000 1920 года и 1:21000 1912 года.
После установления в Крыму Советской власти, по постановлению Крымревкома № 206 «Об изменении административных границ» от 8 января 1921 года была упразднена волостная система и село вошло в состав Ичкинского района Феодосийского уезда, а в 1922 году уезды получили название округов. 11 октября 1923 года, согласно постановлению ВЦИК, в административное деление Крымской АССР были внесены изменения, в результате которых округа были отменены, Ичкинский район упразднили, включив в состав Феодосийского в состав которого включили и село. Согласно Списку населённых пунктов Крымской АССР по Всесоюзной переписи 17 декабря 1926 года, в селе Азиской, Желябовского сельсовета Феодосийского района, числилось 14 дворов, все крестьянские, население составляло 56 человек, из них 53 татарина и 3 болгарина. Постановлением ВЦИК «О реорганизации сети районов Крымской АССР» от 30 октября 1930 года Феодосийский район был упразднён и был создан Сейтлерский район (по другим сведениям 15 сентября 1931 года), в который включили село, а с образованием в 1935 году Ичкинского — в состав нового района. По данным всесоюзная перепись населения 1939 года в селе проживало 65 человек.
В 1944 году, после освобождения Крыма от фашистов, согласно Постановлению ГКО № 5859 от 11 мая 1944 года, 18 мая крымские татары были депортированы в Среднюю Азию. 12 августа 1944 года было принято постановление № ГОКО-6372с «О переселении колхозников в районы Крыма» и в сентябре 1944 года в район приехали первые новоселы (180 семей) из Тамбовской области, а в начале 1950-х годов последовала вторая волна переселенцев из различных областей Украины. С 25 июня 1946 года Азиз-Кой в составе Крымской области РСФСР. Указом Президиума Верховного Совета РСФСР от 18 мая 1948 года, Азиз-Кой переименовали в Демьяновку. 26 апреля 1954 года Крымская область была передана из состава РСФСР в состав УССР. Время включения в Новоивановский сельсовет пока не установлено: на 15 июня 1960 года село уже числилось в его составе. 8 декабря 1966 года Советский район был восстановлен и Демьяновку включили в его состав. По данным переписи 1989 года в селе проживало 177 человек. С 12 февраля 1991 года село в восстановленной Крымской АССР, 26 февраля 1992 года переименованной в Автономную Республику Крым. С 21 марта 2014 года в составе Крыма аннексирована Россией.